# Teoremi newtoniani
In matematica, i teoremi newtoniani (o formule newtoniane o formule di Newton-Girard) sono delle formule che permettono di calcolare, note le funzioni simmetriche elementari di {\displaystyle n} variabili, la sommatoria delle potenze {\displaystyle k}-esime delle stesse. Consideriamo l'equazione
{\displaystyle p(x)=x^{n}+a_{1}x^{n-1}+a_{2}x^{n-2}+\ldots +a_{n-1}x+a_{n}}
e siano {\displaystyle x_{1},x_{2},\ldots ,x_{n}}le sue radici. Introduciamo la somma delle potenze {\displaystyle k}-esime delle radici di {\displaystyle p(x)=0}
{\displaystyle s_{k}=\sum _{i=1}^{n}{x_{i}}^{k}\qquad (1)}
Pertanto possiamo scrivere
{\displaystyle p(x)=(x-x_{1})(x-x_{2})\ldots (x-x_{n-1})(x-x_{n})}
ed osservare che
{\displaystyle p'(x)={\tfrac {p(x)}{x-{x_{1}}}}+{\tfrac {p(x)}{x-x_{2}}}+\ldots +{\tfrac {p(x)}{x-x_{n}}}}
Ora i quozienti che compaiono a destra di questa equazione possono essere determinati grazie al principio di identità dei polinomi per cui, ad esempio
{\displaystyle {\tfrac {p(x)}{x-{x_{1}}}}=x^{n-1}+(x_{1}+a_{1})x^{n-2}+({x_{1}}^{2}+a_{1}x_{1}+a_{2})x^{n-3}+\ldots +({x_{1}}^{k}+a_{1}{x_{1}}^{k-1}+a_{2}{x_{1}}^{k-2}+\ldots +a_{k})x^{n-k-1}+\ldots }
Trovati similmente tutti gli altri quozienti e dopo aver sommato i risultati, si ottiene, impiegando le formule (1):
{\displaystyle p'(x)=nx^{n-1}+(s_{1}+na_{1})x^{n-2}+(s_{2}+s_{1}a_{1}+na_{2})x^{n-3}+\ldots +(s_{k}+a_{1}s_{k-1}+a_{2}s_{k-2}+\ldots +na_{k})x^{n-k-1}+\ldots }
D'altra parte, se deriviamo partendo dall'equazione originaria, otteniamo
{\displaystyle p'(x)=nx^{n-1}+(n-1)a_{1}x^{n-2}+(n-2)a_{2}x^{n-3}+\ldots +a_{n-1}}
ed uguagliando le potenze ad egual esponente di x nelle due espressioni di {\displaystyle p'(x)} otteniamo
{\displaystyle s_{1}=-a_{1}}
{\displaystyle s_{2}=-a_{1}s_{1}-2a_{2}={a_{1}}^{2}-2a_{2}}
e, per {\displaystyle k<n}
{\displaystyle s_{k}+a_{1}s_{k-1}+a_{2}s_{k-2}+\ldots +a_{n}s_{n-k}+\ldots +ka_{k}=0}
che, ricorsivamente, si può risolvere esprimendo {\displaystyle s_{k}} in funzione dei coefficienti e delle somme precedentemente calcolate.
I casi in cui {\displaystyle k>n} o {\displaystyle k<0} possono essere trattati con opportuni artifici.